# Rhomboptila intermedia
Rhomboptila intermedia là một loài bướm đêm trong họ Geometridae.